# 공주 반죽동 석조
공주 반죽동 석조(公州 班竹洞 石槽)는 충청남도 공주시, 국립공주박물관에 있는 백제의 석조이다. 1963년 1월 21일 대한민국의 보물 제149호로 지정되었다. 

## 개요
공주 중동 석조(보물 제148호)와 같이 대통사터에 있었던 백제의 유물로, 절에서 주로 연꽃을 담아 장식하기 위해 사용된 것으로 보인다. 1940년에 국립공주박물관으로 옮겨와 보존하고 있다.
공주 중동 석조와는 규모만 다를 뿐 양식이나 조각수법이 거의 같아서, 두 석조는 어느 한 건물 앞에 한 쌍으로 두려고 동시에 만들었던 것으로 보인다.
석조는 굽이 높은 사발을 확대한 모양으로 네모난 바닥돌 이외에는 거의 동그란 구조이다. 바닥돌 위에 원기둥으로 된 받침기둥을 세우고, 그 위로 둥글고 큰 석조를 얹었는데, 석조는 화강암의 안을 파내어 만든 것이다.
받침 기둥에는 전형적인 백제 수법으로 12개의 잎을 가진 연꽃무늬를 도드라지게 새겨 두었는데, 이 무늬는 공주지방에서 나온 기와무늬와도 같은 모양이다. 그 위로 놓여있는 석조는 입구 가장자리에 굽처럼 넓적한 띠를 돌리고, 중앙에는 2줄의 띠를 돌렸으며 띠에는 8개의 연꽃잎을 가진 꽃송이를 사방에 도드라지게 새겨 장식하였다.
통일신라시대의 직사각형 석조와는 달리 연꽃잎을 장식한 받침기둥 위에 놓인 이 석조는 바깥 면에도 풍만한 연잎과 단아한 띠를 돌려 귀족적인 느낌을 준다. 현재 비바람에 의하여 장식무늬가 많이 닳아 있다.

## 같이 보기
- 공주 중동 석조 - 보물 제148호

## 참고 자료
- 공주 반죽동 석조 - 박물관 포털 e 뮤지엄
- 공주 반죽동 석조 - 국가유산청 국가유산포털